# Diaphanosoma brevireme
Diaphanosoma brevireme är en kräftdjursart som beskrevs av Sars 1901. Diaphanosoma brevireme ingår i släktet Diaphanosoma och familjen Sididae. Inga underarter finns listade i Catalogue of Life.